# Bertel Haarder
Bertel Geismar Haarder (født 7. september 1944 i Rønshoved) er en dansk politiker og tidligere folketingsmedlem fra partiet Venstre. Han har været minister i flere regeringer, senest 28. juni 2015 - 28. november 2016 som kultur- og kirkeminister i regeringen Lars Løkke Rasmussen II.
Haarder rundede den 8 okt. 2016 7.853 dage som minister og blev dermed den minister, der har siddet længst siden systemskiftet i 1901. Ved sin afgang fra embedet som Kultur- og Kirkeminister d. 28. november 2016 rundede han 7.904 dage som minister. Han har været undervisningsminister i mere end 15 år. Haarder var desuden Folketingets aldersformand (nestor). I kraft af dette var han den der formelt åbnede mødet til Folketingets åbning den første tirsdag i oktober.
I 2021 annoncerede han at han ikke ville genopstille til Folketinget.

## Baggrund
Bertel Haarder er født på Rønshoved Højskole ved Flensborg Fjord og søn af højskoleforstander Hans Haarder og Agnete Haarder, født Geismar.
Han blev undervist hjemme til 7. klasse.
Efter studentereksamen fra Sønderborg Statsskole i 1964 fik Haarder legatstudier i USA 1964-1965.
Han blev kandidat i statskundskab ved Aarhus Universitet 1970 med speciale i Grundtvigs frihedssyn.
Bertel Haarder var lærer ved Askov Højskole fra 1968 til 1973, timelærer ved Haderslev Statsseminarium fra 1971 til 1973 og seminarieadjunkt ved Ålborg Seminarium fra 1973 til 1975.
Han er gift med lærer Birgitte Haarder, som han har fire børn med.

## Politisk karriere
I regering
- Undervisningsminister 10. sep. 1982 – 10. sep. 1987.
- Undervisnings- og forskningsminister 10. sep. 1987 – 25. jan. 1993.
- Medlem af regeringens koordinationsudvalg 1987 – 1993.

Opstillet og valgt til Folketinget:
- Opstillet i Thistedkredsen 1973 – 1974.
- Opstillet i Sæbykredsen 1974 – 1975.
- Folketingsmedlem for Nordjyllands Amtskreds 9. jan. 1975 – 14. feb. 1977.
- Opstillet i Gladsaxekredsen 1975 – 1977.
- Opstillet i Lyngbykredsen 1977 – 1999.
- Folketingsmedlem for Københavns Amtskreds 15. feb. 1977 – 30. sep. 1999.
- Opstillet i Kalundborgkredsen 2002 – 2006.
- Folketingsmedlem for Vestsjællands Amtskreds 8. feb. 2005 – 23. november 2007.
- Opstillet i Taastrupkredsen 2007-2010
- Folketingsmedlem for Københavns Omegns Storkreds 23. november 2007 -
- Opstillet i Greve-Solrød kredsen 2010-

### I Europa-Parlamentet
- Medlem af Europa-Parlamentet 1994 – 2001.
- Næstformand i Europa-Parlamentet 1997 – 1999.
- Formand for Venstres parlamentsgruppe og Venstres Europaudvalg 1997 – 2001.
- Næstformand og udenrigsordfører for Det Europæiske Liberale og Demokratiske Partis Gruppe i Europa-Parlamentet 1999 – 2001.

### Atter dansk minister
Efter Folketingsvalget 2001 kunne Haarders partifælle Anders Fogh Rasmussen danne regering den 27. november.
I denne regering blev Haarder minister for flygtninge, indvandrere og integration, en post han holdt frem til 18. februar 2005.
- Minister uden portefølje (europaminister) 27. nov. 2001 – 2002.
- Minister for udviklingsbistand 2004 – 18. feb. 2005.

Den 18. februar 2005 blev han undervisnings- og kirkeminister.
Som nyudnævnt kirkeminister overtog Haarder kontroversen med pastor Thorkild Grosbøl i Taarbæk, der erklærede at han ikke troede på Gud.
Haarder undlod at engagere sig i sagen og overlod det til kirken at løse den.
Han har senere forklaret, at han anså rollen som kirkeminister som en slags "pedel" frem for en "chef" for kirken, og kritiserede da den senere kirkeminister Manu Sareen for indblanding i kirkens forhold i forbindelse med en lignende sag omkring Mejdal Kirke.
- Undervisningsminister og minister for nordisk samarbejde 23. nov. 2007 – 23. februar 2010.

Da Lars Løkke Rasmussen overtog statsministerposten den 5. april 2009 efter Anders Fogh Rasmussen, fortsatte Haarder som undervisningsminister.
Den 23. februar 2010 foretog Løkke Rasmussen en større ministerrokade, der betød at Haarder blev Indenrigs- og sundhedsminister.
Som indenrigsminister besøgte han i 2010 Almedalsugen på Gotland og inspireret af den, tog han initiativ til det danske Folkemøde, der første gang blev afholdt i juni 2011.
Ved arrangementet ønskede han at tematisere mediernes personfokus, som han anså for sladderhistorier, hvor politikere som privatpersoner urimeligt blev hængt ud. Han gav som eksempel sagerne om Helle Thorning-Schmidt, Henriette Kjær og Lene Espersen.
Haarders idé blev hurtigt en succes: I 2012 havde Folkemødet 27.000 gæster de tre første dage.
Efterfølgende har han skrevet flere sange til Folkemødet dels Folkemøde-slagsang med førstelinjen "Kære fjolser og lærde ugler" og Folkemødesang 2017 med førstelinjen "I Allinge bli'r Folkemødet holdt for syv'nde gang".
Som sundhedsminister tiltrak Haarder sig ufrivillig opmærksomhed i december 2010.
I et mislykket og opsigtsvækkende interview havde journalist Kristian Sloth spurgt Haarder i DR Byen om Sundhedsstyrelsens anbefalinger om fedme- og rygoperationer.
Interviewet løb af sporet, og Haarder skældte journalisten ud og forlod interviewet i vrede.
DR offentliggjorde optagelsen på hjemmesiden.
Blandt flere eder og forbandelser, som Haarder sendte mod journalisten, var udtrykket "pis mig i øret" som Ulf Pilgaard og revyforfatteren Carl Erik Sørensen udnyttede i en satirisk sketch i sommerens Cirkusrevy.

### I opposition
Haarder mistede sin ministerpost, da hans blok tabte Folketingsvalget 2011 den 15. september.
I Sjællands Storkreds fik han 11.303 personlige stemmer.
Haarder overtog Henrik Dam Kristensens post som præsident i Nordisk Råd.
Den 30. september 2011 blev han medlem af Folketingets Præsidium,
og Haarder sidder dermed også med i Udvalget for Forretningsordenen.
Derudover var har medlem af Uddannelses- og Forskningsudvalget og Kirkeudvalget.
I april 2014 førte Haarder an blandt en gruppe af toppolitikere i et forslag om at reducere antallet af Folketingsmedlemmer. Han mente, at en reduktion til 149 medlemmer var rimelig. Som grund gav han, at der var mindre for folketingspolitikere at lave, da lovgivningsopgaver var overtaget af EU og at kommunalt og institutionelt selvstyre også betød mindre lovgivningsarbejde i Folketinget. Han angav, at Folketingets indflydelse var faldet med omkring 30 procent.

### Kulturminister og kirkeminister
Ved Folketingsvalget 2015 var han på valg i Sjællands Storkreds og blev atter valgt. Samtidig fik højrefløjen flertal, og Lars Løkke Rasmussen dannede igen regering med Haarder som kulturminister og kirkeminister. Som kulturminister præsenterede Haarder i december 2015 en plan for en Danmarkskanon for danske immaterielle kulturelle værdier. Haarder måtte ved regeringsomdannelsen 28. november 2016 se sin post overgå til Liberal Alliances Mette Bock.

### Bertel Haarders politiske indsats
Bertel Haarders politiske hovedindsats har været som undervisningsminister. Som nytiltrådt i 1982 mente han, at embedsværket havde svært ved at vænne sig til den forandring, der var indtrådt med ham i stolen, efter en lang årrække med fortrinsvis socialdemokratiske og radikale undervisningsministre. Det viste han ved på et notat, han tilbagesendte til embedsværket, at skrive: "I er ikke imod mig. I er med mig!"

#### Historiefaget
Bertel Haarder markerede hurtigt ministerskiftet ved at kaste sig over Folkeskolens historiefag: I 1981 havde Historie efter et langt forarbejde fået "Historie 1981" - et nyt faghæfte, hvori undervisning i forskellige historiesyn indgik som noget centralt. Men det var efter Haarders mening at gøre faget til samfundsfag; historieundervisningen skulle i stedet fastholdes i sin traditionelle rolle som formidler af et primært nationalt historiesyn. Han nedsatte derfor et udvalg og to år senere blev “Historie 1981” afløst af “Historie 1984”. Det nye faghæfte tilfredsstillede ikke Haarder, men udvalgets formand,
Mette Koefoed Bjørnsen, som havde økonomisk-samfundsfaglig baggrund, satte sin vilje igennem og i elleve år frem udgjorde "Historie 1984" grundlaget for Folkeskolens historieundervisning. I 1995, med Ole Vig Jensen (R) som Undervisningsminister, skete der med faghæftet "Historie 1995" en reorientering med en tilbagevenden til tankerne fra 1981 om at flytte fokus fra den traditionelle formidling af historiske fakta til udviklingen af en bredere historiebevidsthed hos eleverne.
Men da Haarder i 2005 blev Undervisningsminister for anden gang, blev Folkeskolens historieundervisning igen ændret. I VK-regeringens regeringsprogram fra det år var det indskrevet i forbindelse med en generel politisk målsætning om øget faglighed i Folkeskolen, at historiefaget skulle styrkes med fokus på et "solidt" kendskab til dansk historie og kulturarv. Konkret med en time mere om ugen på 4. og 5. klassetrin. Som led i omstillingen lancerede Haarder i 2006 en nyskabelse i form af en historiekanon, hvori nationale historiske begivenheder har en stærk placering. Kanonen modtog historiefaglig kritik for blandt andet at have politisk tendens og udelade væsentlige historiske emner.

#### Majonæsekrigen
Som “kulturkriger” gjorde Haarder sig gældende som undervisningsminister. Det kom blandt andet til udtryk i Majonæsekrigen 1985. Den brød ud, fordi Dansk Sprognævn ønskede at indføre dobbeltformer, hvor svære fremmedord - som på norsk - kan skrives, som de udtales.
Mayonnaise skulle nu kunne skrives majonæse.
Sprognævnet baserede sit forslag på bekendtgørelsen om retskrivningen fra 1892, hvori der stod:
»Fremmede Ord, der ere fuldt optagne og indgaaede i Sproget og i Udtalen have tabt de fremmede Lyde, skrives efter Sprogets almindelige Regler Ansjos, Kaptajn, Kontor, Løjtnant, nervøs … “
Alligevel greb ministeren ind over for Sprognævnet. Endnu 30 år senere var han stolt af sin indsats:
“Jeg gjorde arbejdet. Det var mig som rettede i retskrivningsordbogen,” sagde han som nytiltrådt kulturminister til dagbladet Politiken 4/10- 2015.
Men hverken Haarder eller dagbladet Politiken vendte tilbage til hans mest spektakulære indslag i majonæsekrigen:
“Ethvert barn i Danmark ved, at ressourcer staves som på engelsk,” stod der på Politikens forside, da "krigen" var på sit højeste.
Derfor var det efter Haarders opfattelse ikke nødvendigt at indføre stavemåden “resurser”. Hvad ministeren ikke vidste, var at ordet på engelsk staves med ét s, men på dansk med to s’er som på fransk. Ifølge gældende retskrivningsordbog kan man vælge mellem den franske stavemåde og “resurser”.

## Udgivelser og andre tekster
Forfatter af talrige kronikker og følgende samfundskritiske bøger. Blandt andet:
- Statskollektivisme og Spildproduktion, 1973.
- Institutionernes Tyranni, 1974.
- Den organiserede arbejdsløshed, 1975.
- Danskerne år 2002, 1977.
- Midt i en klynketid, 1980.

Medforfatter af:
- Venstres principprogram 1979.
- Kampen om gymnasiet, 1982.
- Ny-liberalismen – og dens rødder, 1982.
- Mulighedernes samfund, 1985.

Har senest udgivet:
- Grænser for Politik, 1990.
- Slip Friheden Løs, 1990.
- Lille land, hvad nu?, 1994.
- Den bløde kynisme, 1997.

Ophavsmand til Venstres EU-program 2001, jf. VK-regeringens EU-politik.
Haarder er desuden sangskriver og rimsmed. I 2013 skrev han i samarbejde med Bent Fabricius-Bjerre en salme,
og han fik fædrelandssangen Der er et venligt lille land optaget i 18. udgave af Højskolesangbogen.
Flere af hans digte er udgivet i:
- Bertel Haarder (1992), 10 år med vers, ISBN 87-7320-487-0, Wikidata  Q73029506
- Bertel Haarder (2018), Bertels Bedste, København: Lindhardt og Ringhof, ISBN 978-87-11-90172-4, OL 59107237M, Wikidata  Q107683117

## Tillidsposter og ordner
- Dirigent for Studenterrådet ved Aarhus Universitet i Århus 1968.
- Formand for Venstres Studenter i Århus 1966 – 1967.
- Formand for Ribe Amts Venstre 1972 – 1973.
- Medlem af Venstres hovedbestyrelse 1972 – nu.
- Formand for Venstres ungdomsudvalg 1972 – 1975.
- Næstformand for Venstres folketingsgruppe 1978 – 1982.
- Medlem af Radiorådet 1978 – 1982.
- Formand for Folketingets Forskningsudvalg 1977 – 1982.
- Næstformand for Folketingets Finansudvalg 1978 – 1982.
- Formand for Venstres Europaudvalg 1997 – 2001.
- Æreshåndværker, Haandværkerforeningen i Kjøbenhavn, 2015.[23]

Bertel Haarder blev 5. oktober 2016 tildelt storkorset af Dannebrogordenen.

## Privatliv
I 2005 vandt Haarder hovedpræmien på 1 mio. kr sammen med Claus Højbak i Hvem vil være millionær på TV2, hvor han gav sin gevinst til handicap-organisationen Marjatta.
Desuden har han rappet til "Grand Danois" – et awardshow sendt af DR1.[kilde mangler] Han er en habil kroketspiller og vandt i 2003 og 2004 turneringen John Players Invitational på DTU.